# First National Building
El First National Building es un rascacielos de oficinas en Detroit, Míchigan. Fue diseñado en estilo neoclásico por Albert Kahn y construido en 1922. Se encuentra en  638-670 Woodward Avenue, en plena Cadillac Square y adyacente al Campus Martius. Se encuentra en el corazón del Distrito Financiero, junto a la Cadillac Tower y al One Detroit Center. 

## Descripción
El First National Building se eleva en el sitio donde se encontraba el antiguo Hotel Pontchartrain, diseñado por George D. Mason. La obra inició en 1921 y finalizó en 1922, pero ese año sufrió su primera gran renovación y solo fue plenamente abierto en 1930. Cuando fue inaugurado, el First National Building era le décimo edificio más alto de la ciudad. Solo perdió su posición a medidados de los años 1960 con la construcción del  One Woodward Avenue (1963) de 131 metros. De hecho, el First National Building fue el último edificio de gran altura inaugurado en Detroit entre los años 1930 y mediados los años 1950, cuando se construyó el Coleman A. Young Municipal Center (1954) de 97 metros.
El edificio fue diseñado por Albert Kahn en el estilo arquitectónico neoclásico, mide 104 metros de altura, se eleva 26 pisos e incluye dos niveles de sótano. Ocupa gran parte de una manzana trapezoidal que da las plazas Cadillac y Campus Martius. El plan de la estructura tiene forma de Z, diseñada para que la mayoría de las oficinas tengan luz y ventilación naturales. En su extremo sur se encuentra el Vinton Building, a su vez diseñado por Kahn 
Fue construido principalmente con piedra caliza. Columnas corintias de tres pisos rodean el edificio en el segundo piso. El espacio detrás de las columnas originalmente albergaba el salón bancario principal; sin embargo, este espacio se dividió para oficinas durante una renovación. De hecho, el inmueble ha sido sufrido renovaciones cuatroː en los años 1920, en 1990, entre 2011 y 2013, y en 2015.
El edificio también alberga un garaje de estacionamiento en la torre sureste, a la que se puede acceder desde las calles Bates y Congress. La cornisa original se retiró a fines de la década de 1970, y el parapeto del edificio cubierto con aluminio corrugado.
El primer piso del edificio alberga locales comerciales, mientras que los pisos superiores fueron diseñados como oficinas comerciales.

## Galería

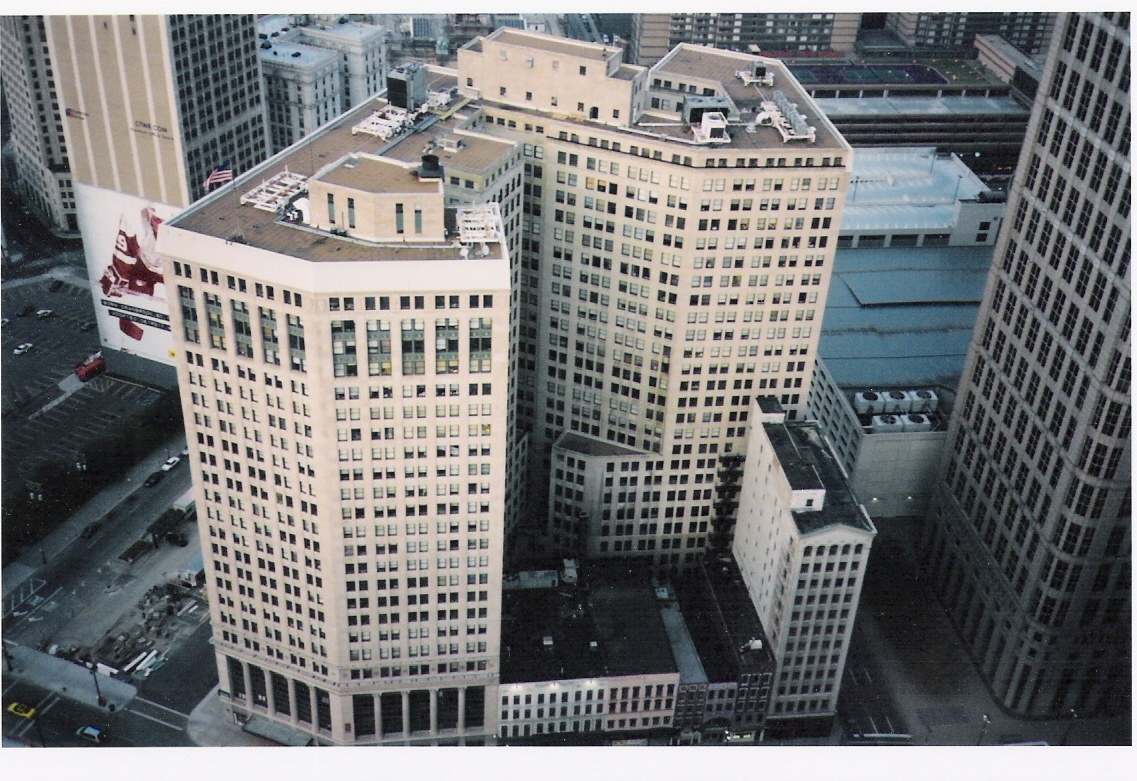
Aspecto del conjunto desde el Penoboscot Building
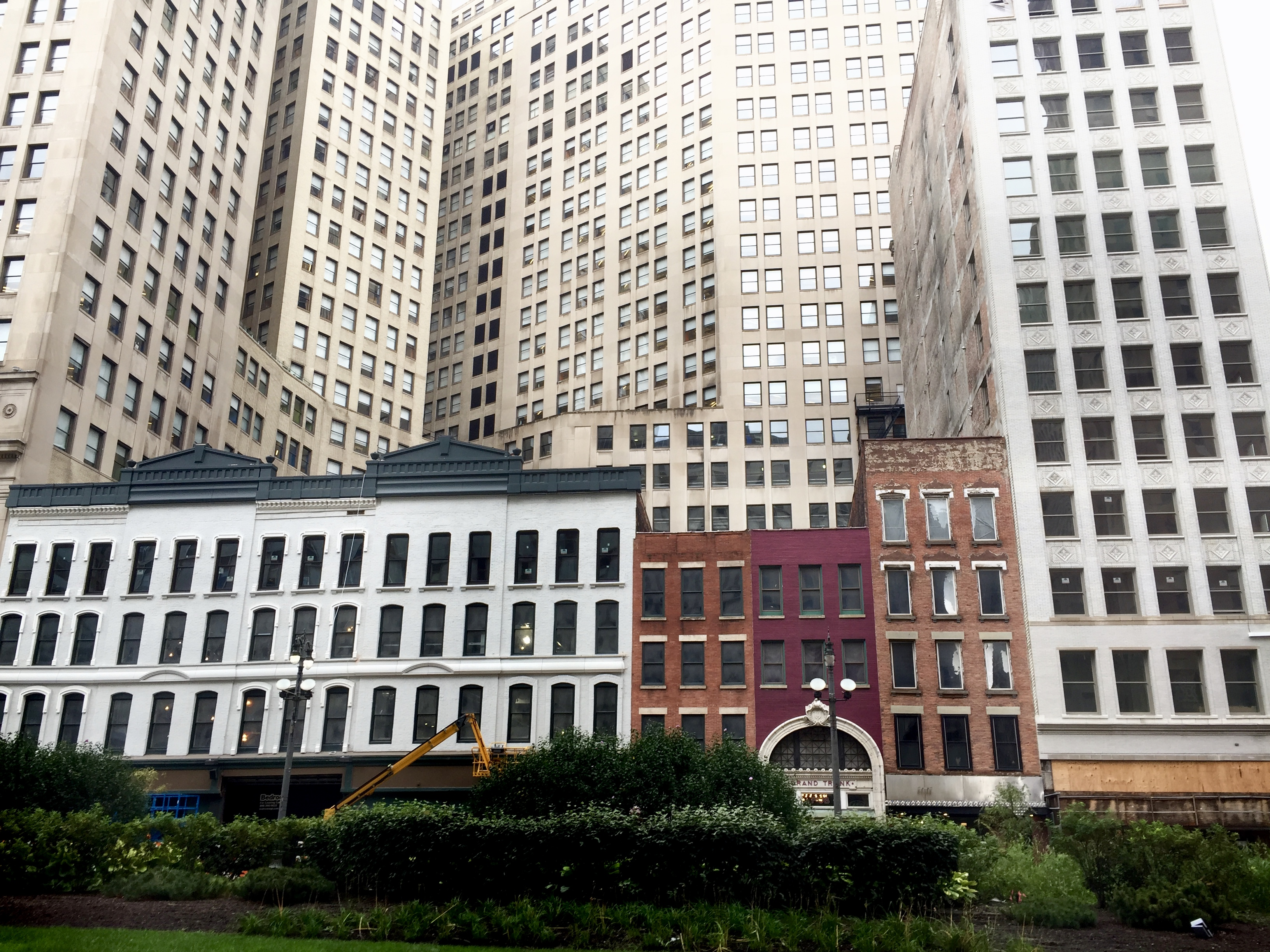
En primer plano, los edificios históricos de la avenida Woodward
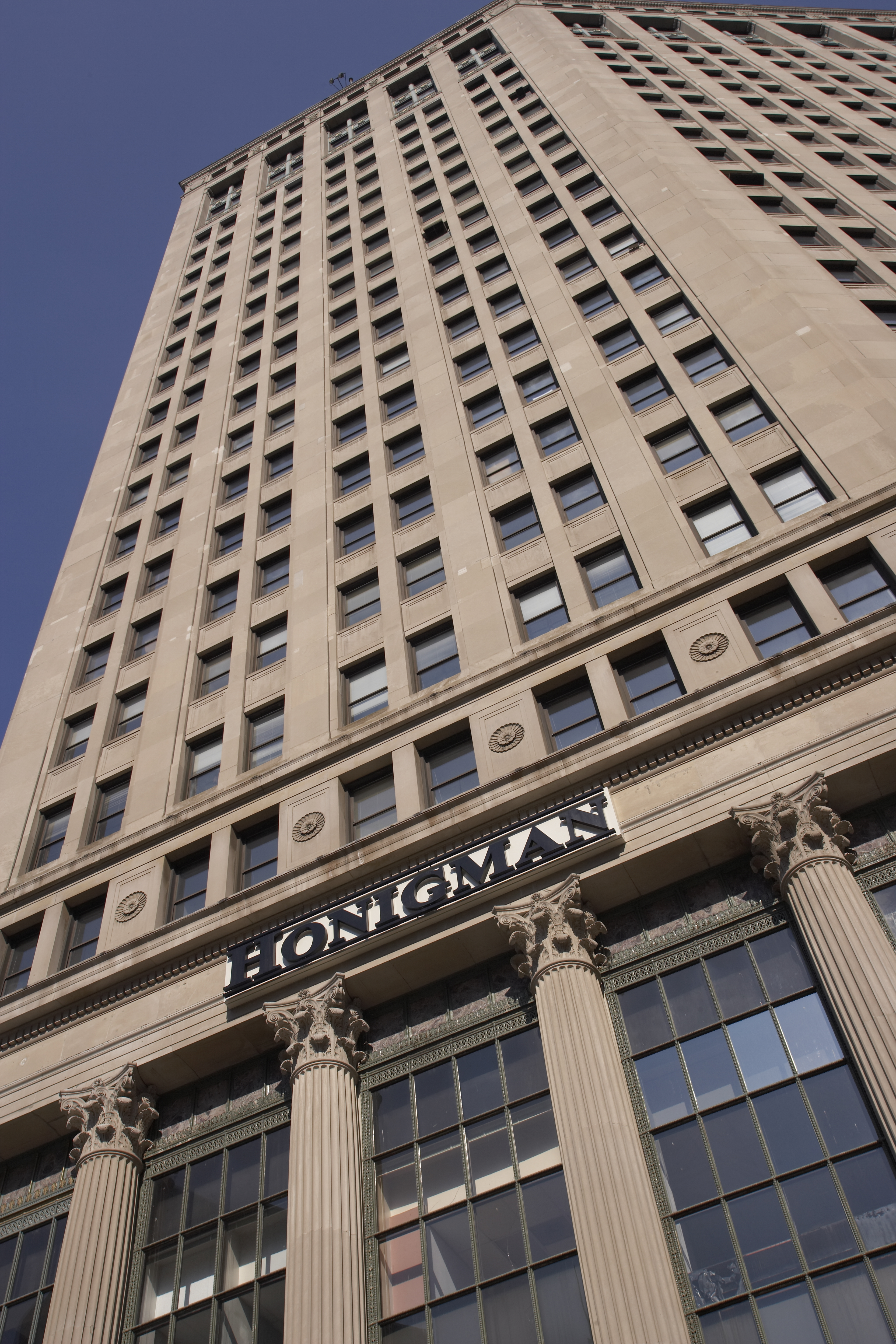
Vista desde la avenida Woodward
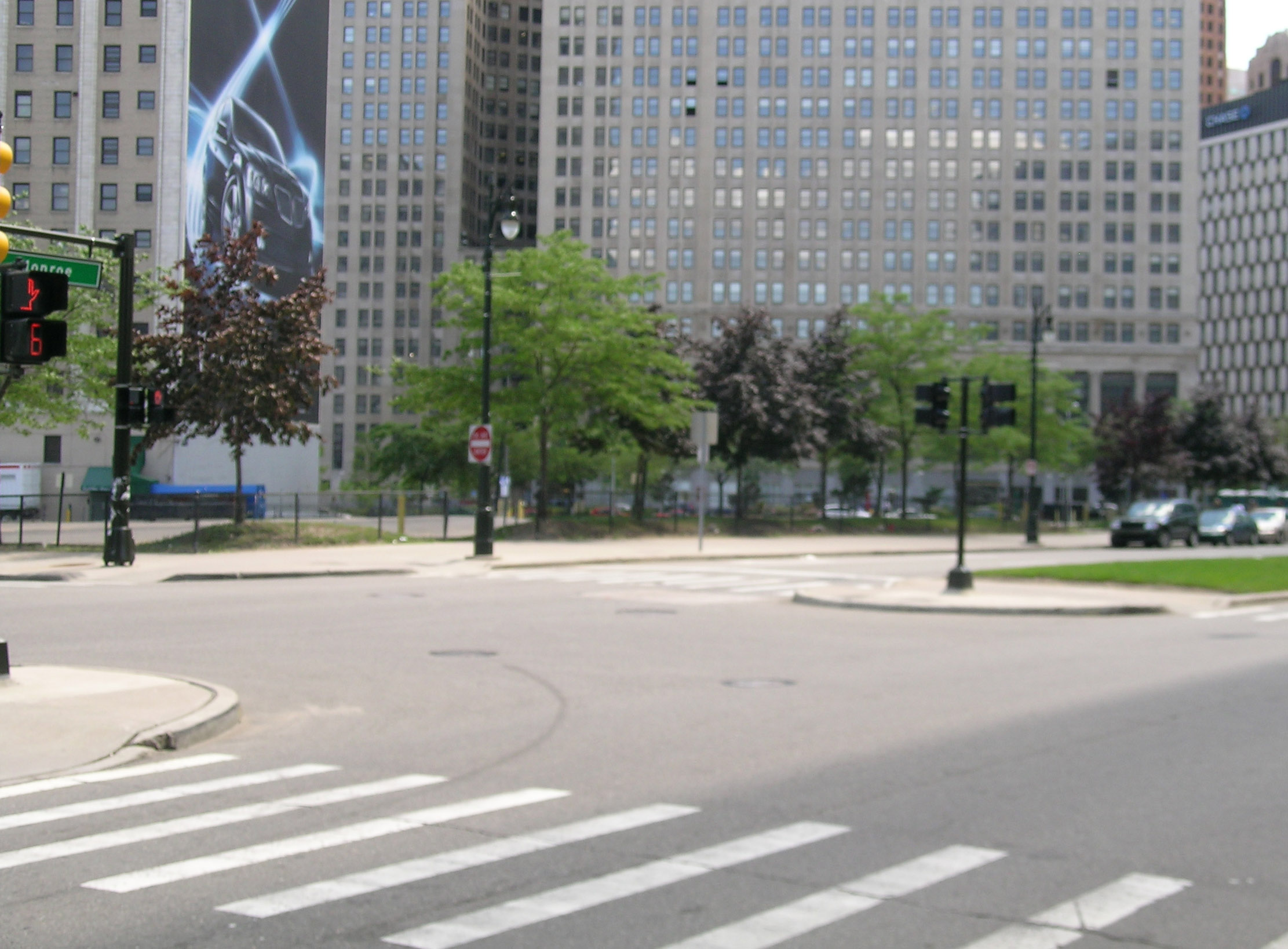
Desde la avenida Monroe
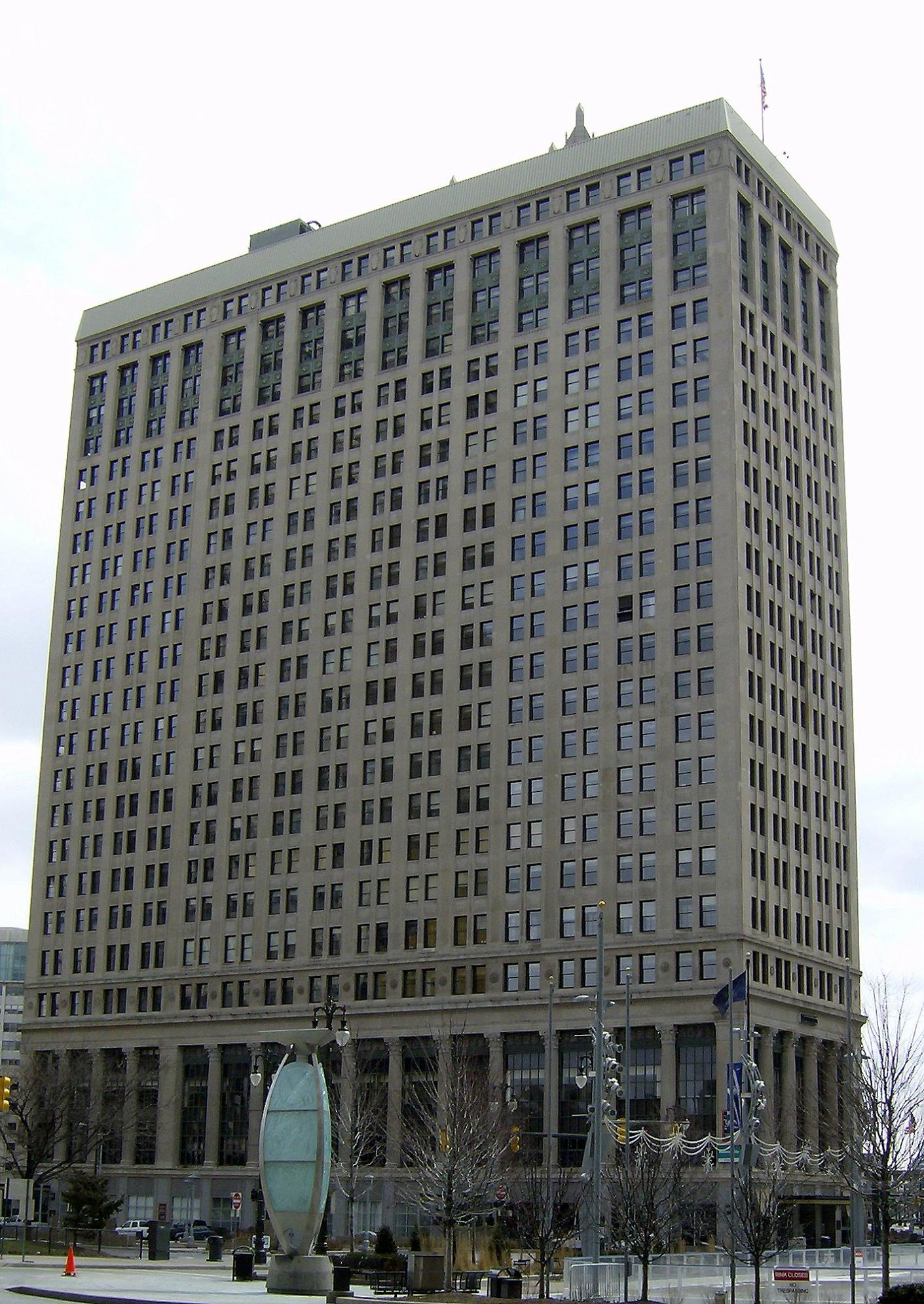
Fachada norte de la Cadillac Square